# بق ماء النيل الكبير
بق ماء النيل الكبير (الاسم العلمي Lethocerus insulanus) هو نوع ينتمي إلى فصيلة البَلَستوميات،
ويبلغ طول هذه الحشرة 5-7 سم، وجسمها بيضوي مفلطح، ويحمل الذكر البيوض الملقحة حتى تفقس،
وهي تتغذى بافتراس المتعضيات الحيوانية الصغيرة التي تعيش في الماء.

## الانتشار الجغرافي
تنتشر في شمال أستراليا، لا سيما في ولاية كوينزلاند، أيضًا في شمال نيو ساوث ويلز والإقليم الشمالي، وهي أيضًا موجودة في الفلبين وأجزاء من ميلانيزيا بما في ذلك كاليدونيا الجديدة وبابوا غينيا الجديدة.